# Мохамед Земмамуш
Мохамед Земмамуш (араб. محمد أمين زماموش, нар. 2 січня 1985, Міла) — алжирський футболіст, воротар клубу «УСМ Алжир» та національної збірної Алжиру.

## Клубна кар'єра
У дорослому футболі дебютував 2003 року виступами за команду клубу «УСМ Алжир», в якій провів шість сезонів, взявши участь у 120 матчах чемпіонату. 
Своєю грою за цю команду привернув увагу представників тренерського штабу клубу «МК Алжир», до складу якого приєднався 2009 року. Відіграв за команду з Алжира наступні два сезони своєї ігрової кар'єри. Більшість часу, проведеного у складі «МК Алжира», був основним голкіпером команди.
До складу «УСМ Алжир» повернувся 2011 року.

## Виступи за збірну
2003 року дебютував в офіційних матчах у складі національної збірної Алжиру. Наразі провів у формі головної команди країни лише 6 матчів, здебільшого залишаючись резерним голкіпером національної команди.
У складі збірної був учасником Кубка африканських націй 2010 року в Анголі.